# Strada statale 170 dir/A di Castel del Monte
La strada statale 170 dir/A di Castel del Monte (SS 170 dir/A) è una strada statale italiana, cosiddetta "diramazione A" della ex strada statale 170 di Castel del Monte (SS 170), che collega Castel del Monte a Barletta.

## Percorso
La strada ha origine dall'innesto con la ex strada statale 170 di Castel del Monte, presso la Chiesa di Santa Maria del Monte, e da essa si distacca in direzione nord. Dopo poche centinaia di metri c'è l'innesto della ex strada statale 170 dir/B di Castel del Monte (SS 170 dir/B) che conduce a Castel del Monte, ed il tracciato continua verso Andria.
Alle porte di Andria incrocia la ex strada statale 98 Andriese-Coratina (SS 98) e, dopo aver attraversato il centro abitato, raggiunge lo svincolo Andria-Barletta dell'autostrada A14 Bologna-Taranto. Il percorso prosegue sempre verso nord, fino ad incrociare la strada statale 16 Adriatica (SS 16) alle porte di Barletta e qui termina all'inizio del centro abitato.
Curiosamente, al contrario della sua direttrice principale (SS 170) la cui competenza è divisa tra la Provincia di Barletta-Andria-Trani e la Città metropolitana di Bari per le rispettive tratte e con nuove numerazioni, la SS 170 dir/A è rimasta sotto l'egida dell'ANAS.

## Tracciato
| di Castel del Monte 1º Tratto Castel del Monte - Andria |                                                                   |      |                                    |           |
| Tipo                                                    | Uscita                                                            | km   | Note                               | Provincia |
|                                                         | Bari Corato Ruvo di Puglia Minervino Murge Spinazzola Poggiorsini | 0,0  |                                    | BT        |
|                                                         | + Parcheggio Castel del Monte                                     | 0,2  |                                    | BT        |
|                                                         | Castel del Monte (ex )                                            | 1,0  | Z.T.L. dal 1º aprile al 31 Ottobre | BT        |
|                                                         | Canosa di Puglia Corato Bari                                      | 5,0  |                                    | BT        |
|                                                         | Corato Canosa di Puglia                                           | 12,7 |                                    | BT        |
|                                                         | Andria                                                            | 15,0 |                                    | BT        |

| di Castel del Monte 2º Tratto Andria - Barletta |                                                   |      |                              |           |
| Tipo                                            | Uscita                                            | km   | Note                         | Provincia |
|                                                 | Andria                                            | 20,0 |                              | BT        |
|                                                 | Andria Via Padre Leone Dehon Isola Ecologica      | 20,2 |                              | BT        |
|                                                 | Centro commerciale                                | 20,4 | Solo in direzione Barletta   | BT        |
|                                                 | Tangenziale di Andria Trani Bisceglie Bari Foggia | 20,7 |                              | BT        |
|                                                 | Inversione di marcia Bologna - Taranto Napoli     | 21,0 |                              | BT        |
|                                                 | Inizio spartitraffico centrale                    | 21,6 |                              | BT        |
|                                                 | Viabilità di servizio Inversione di marcia        | 21,8 |                              | BT        |
|                                                 | Montaltino Trani                                  | 23,8 |                              | BT        |
|                                                 | Foggia Bari Terme di Margherita di Savoia         | 26,8 | Fine spartitraffico centrale | BT        |
|                                                 | Barletta                                          | 26,9 |                              | BT        |